# Pardon (Militärjargon)
Pardon (im 17. Jahrhundert auch Quartier) zu geben bedeutete in früheren Zeiten, dass der Sieger das Leben des Besiegten schonte, wenn letzterer sich auf Gnade und Ungnade ergab. „Kein Pardon geben“ bedeutete, den Gegner zu töten, auch wenn er sich ergab. Es gab Truppenteile, die, um sich besonders gefürchtet zu machen, weder Pardon gaben noch nahmen.
Seit der Antike kam es vor, dass vor Schlachten befohlen wurde, kein Pardon zu geben, zu nehmen oder beides. Bekanntes Beispiel hierfür ist die sogenannte Hunnenrede von Wilhelm II. 1900 vor der Niederschlagung des Boxeraufstandes: „Pardon wird nicht gegeben! Gefangene werden nicht gemacht!“. Teilweise wurde dies auch vorher von beiden Seiten ausgemacht, wie zum Beispiel 1461 vor der Schlacht von Towton – „no quarter would be given nor asked“.
Mit der Haager Landkriegsordnung 1899/1907 wurde der Befehl, ordentlichen Kombattanten kein Pardon zu geben, völkerrechtlich verboten. Danach nahm diese Praxis zumindest unter den unterzeichnenden Staaten ab. Dieser Grundsatz der Landkriegsordnung ist inzwischen als Völkergewohnheitsrecht auch für Nichtmitgliedstaaten sowie nichtstaatliche Konfliktparteien verbindlich. Die generelle Erklärung, dass kein Pardon gegeben wird, ist heutzutage ein Kriegsverbrechen nach Artikel 8 des Römischen Statuts des Internationalen Strafgerichtshofs bzw. § 11 des deutschen Völkerstrafgesetzbuches.